# 1re étape du Tour d'Espagne 2019
Pour un article plus général, voir Tour d'Espagne 2019.
La 1re étape du Tour d'Espagne 2019 se déroule le samedi 24 août 2019, sous la forme d'un contre-la-montre par équipes, à Torrevieja, sur une distance de 18 km.

## Résultats

### Classement de l'étape
| \| Classement de l'étape \| Classement de l'étape \| Classement de l'étape \| Classement de l'étape \| Classement de l'étape \| Classement de l'étape \| \| Équipe \| Équipe \| Pays \| Temps \| Écart de temps \| Vitesse moy. \| \| --------------------- \| --------------------- \| --------------------- \| --------------------- \| --------------------- \| --------------------- \| \| 1re \| Astana \| Kazakhstan \| 14 min 51 s \| 0 s \| 54.141 km/h \| \| 2e \| Deceuninck-Quick Step \| Belgique \| 14 min 53 s \| + 2 s \| 54.020 km/h \| \| 3e \| Team Sunweb \| Allemagne \| 14 min 56 s \| + 5 s \| 53.839 km/h \| \| 4e \| EF Education First \| États-Unis \| 14 min 58 s \| + 7 s \| 53.719 km/h \| \| 5e \| Bora-hansgrohe \| Allemagne \| 15 min 04 s \| + 13 s \| 53.363 km/h \| \| 6e \| CCC Team \| Pologne \| 15 min 06 s \| + 15 s \| 53.245 km/h \| \| 7e \| Movistar Team \| Espagne \| 15 min 07 s \| + 16 s \| 53.186 km/h \| \| 8e \| Groupama-FDJ \| France \| 15 min 07 s \| + 16 s \| 53.186 km/h \| \| 9e \| Mitchelton-Scott \| Australie \| 15 min 09 s \| + 18 s \| 53.069 km/h \| \| 10e \| Lotto Soudal \| Belgique \| 15 min 10 s \| + 19 s \| 53.011 km/h \| |                       |            |             |                |              |
| |                       |            |             |                |              |
| Source : ProCyclingStats |                       |            |             |                |              |
| Classement de l'étape |                       |            |             |                |              |
| Équipe | Équipe                | Pays       | Temps       | Écart de temps | Vitesse moy. |
| 1re | Astana                | Kazakhstan | 14 min 51 s | 0 s            | 54.141 km/h  |
| 2e | Deceuninck-Quick Step | Belgique   | 14 min 53 s | + 2 s          | 54.020 km/h  |
| 3e | Team Sunweb           | Allemagne  | 14 min 56 s | + 5 s          | 53.839 km/h  |
| 4e | EF Education First    | États-Unis | 14 min 58 s | + 7 s          | 53.719 km/h  |
| 5e | Bora-hansgrohe        | Allemagne  | 15 min 04 s | + 13 s         | 53.363 km/h  |
| 6e | CCC Team              | Pologne    | 15 min 06 s | + 15 s         | 53.245 km/h  |
| 7e | Movistar Team         | Espagne    | 15 min 07 s | + 16 s         | 53.186 km/h  |
| 8e | Groupama-FDJ          | France     | 15 min 07 s | + 16 s         | 53.186 km/h  |
| 9e | Mitchelton-Scott      | Australie  | 15 min 09 s | + 18 s         | 53.069 km/h  |
| 10e | Lotto Soudal          | Belgique   | 15 min 10 s | + 19 s         | 53.011 km/h  |

## Classements à l'issue de l'étape

### Classement général
| \| Classement général \| Classement général \| Classement général \| Classement général \| Classement général \| \| Coureur \| Coureur \| Pays \| Équipe \| Temps \| \| ------------------ \| ------------------- \| ------------------ \| --------------------- \| ------------------ \| \| 1er \| Miguel Ángel López \| Colombie \| Astana \| 14 min 51 s \| \| 2e \| Dario Cataldo \| Italie \| Astana \| + 0 s \| \| 3e \| Jakob Fuglsang \| Danemark \| Astana \| + 0 s \| \| 4e \| Ion Izagirre \| Espagne \| Astana \| + 0 s \| \| 5e \| Luis León Sánchez \| Espagne \| Astana \| + 0 s \| \| 6e \| Gorka Izagirre \| Espagne \| Astana \| + 0 s \| \| 7e \| Philippe Gilbert \| Belgique \| Deceuninck-Quick Step \| + 2 s \| \| 8e \| Fabio Jakobsen \| Pays-Bas \| Deceuninck-Quick Step \| + 2 s \| \| 9e \| Zdeněk Štybar \| Tchéquie \| Deceuninck-Quick Step \| + 2 s \| \| 10e \| Maximiliano Richeze \| Argentine \| Deceuninck-Quick Step \| + 2 s \| |                     |           |                       |             |
| |                     |           |                       |             |
| Source : ProCyclingStats |                     |           |                       |             |
| Classement général |                     |           |                       |             |
| Coureur | Coureur             | Pays      | Équipe                | Temps       |
| 1er | Miguel Ángel López  | Colombie  | Astana                | 14 min 51 s |
| 2e | Dario Cataldo       | Italie    | Astana                | + 0 s       |
| 3e | Jakob Fuglsang      | Danemark  | Astana                | + 0 s       |
| 4e | Ion Izagirre        | Espagne   | Astana                | + 0 s       |
| 5e | Luis León Sánchez   | Espagne   | Astana                | + 0 s       |
| 6e | Gorka Izagirre      | Espagne   | Astana                | + 0 s       |
| 7e | Philippe Gilbert    | Belgique  | Deceuninck-Quick Step | + 2 s       |
| 8e | Fabio Jakobsen      | Pays-Bas  | Deceuninck-Quick Step | + 2 s       |
| 9e | Zdeněk Štybar       | Tchéquie  | Deceuninck-Quick Step | + 2 s       |
| 10e | Maximiliano Richeze | Argentine | Deceuninck-Quick Step | + 2 s       |

| Classement par points | Classement par points | Classement par points | Classement par points | Classement par points |
| Coureur               | Coureur               | Pays                  | Équipe                | Points                |
| --------------------- | --------------------- | --------------------- | --------------------- | --------------------- |

| Classement par points | Classement par points | Classement par points | Classement par points | Classement par points |
| Coureur               | Coureur               | Pays                  | Équipe                | Points                |
| --------------------- | --------------------- | --------------------- | --------------------- | --------------------- |

| Classement de la montagne | Classement de la montagne | Classement de la montagne | Classement de la montagne | Classement de la montagne |
| Coureur                   | Coureur                   | Pays                      | Équipe                    | Points                    |
| ------------------------- | ------------------------- | ------------------------- | ------------------------- | ------------------------- |

| Classement de la montagne | Classement de la montagne | Classement de la montagne | Classement de la montagne | Classement de la montagne |
| Coureur                   | Coureur                   | Pays                      | Équipe                    | Points                    |
| ------------------------- | ------------------------- | ------------------------- | ------------------------- | ------------------------- |

| Classement du meilleur jeune | Classement du meilleur jeune | Classement du meilleur jeune | Classement du meilleur jeune | Classement du meilleur jeune |
| Coureur                      | Coureur                      | Pays                         | Équipe                       | Temps                        |
| ---------------------------- | ---------------------------- | ---------------------------- | ---------------------------- | ---------------------------- |
| 1er                          | Miguel Ángel López           | Colombie                     | Astana                       | 14 h 51 min 00 s             |
| 2e                           | Fabio Jakobsen               | Pays-Bas                     | Deceuninck-Quick Step        | + 2 s                        |
| 3e                           | James Knox                   | Royaume-Uni                  | Deceuninck-Quick Step        | + 2 s                        |
| 4e                           | Rémi Cavagna                 | France                       | Deceuninck-Quick Step        | + 3 s                        |
| 5e                           | Casper Pedersen              | Danemark                     | Team Sunweb                  | + 5 s                        |
| 6e                           | Robert Power                 | Australie                    | Team Sunweb                  | + 6 s                        |
| 7e                           | Hugh Carthy                  | Royaume-Uni                  | EF Education First           | + 7 s                        |
| 8e                           | Sergio Higuita               | Colombie                     | EF Education First           | + 7 s                        |
| 9e                           | Daniel Martínez              | Colombie                     | EF Education First           | + 7 s                        |
| 10e                          | Gregor Mühlberger            | Autriche                     | Bora-Hansgrohe               | + 13 s                       |

| Classement du meilleur jeune | Classement du meilleur jeune | Classement du meilleur jeune | Classement du meilleur jeune | Classement du meilleur jeune |
| Coureur                      | Coureur                      | Pays                         | Équipe                       | Temps                        |
| ---------------------------- | ---------------------------- | ---------------------------- | ---------------------------- | ---------------------------- |
| 1er                          | Miguel Ángel López           | Colombie                     | Astana                       | 14 h 51 min 00 s             |
| 2e                           | Fabio Jakobsen               | Pays-Bas                     | Deceuninck-Quick Step        | + 2 s                        |
| 3e                           | James Knox                   | Royaume-Uni                  | Deceuninck-Quick Step        | + 2 s                        |
| 4e                           | Rémi Cavagna                 | France                       | Deceuninck-Quick Step        | + 3 s                        |
| 5e                           | Casper Pedersen              | Danemark                     | Team Sunweb                  | + 5 s                        |
| 6e                           | Robert Power                 | Australie                    | Team Sunweb                  | + 6 s                        |
| 7e                           | Hugh Carthy                  | Royaume-Uni                  | EF Education First           | + 7 s                        |
| 8e                           | Sergio Higuita               | Colombie                     | EF Education First           | + 7 s                        |
| 9e                           | Daniel Martínez              | Colombie                     | EF Education First           | + 7 s                        |
| 10e                          | Gregor Mühlberger            | Autriche                     | Bora-Hansgrohe               | + 13 s                       |

| Classement par équipes | Classement par équipes | Classement par équipes | Classement par équipes |
| Équipe                 | Équipe                 | Pays                   | Temps                  |
| ---------------------- | ---------------------- | ---------------------- | ---------------------- |
| 1re                    | Astana                 | Kazakhstan             | 14 min 51 s            |
| 2e                     | Deceuninck-Quick Step  | Belgique               | + 2 s                  |
| 3e                     | Team Sunweb            | Allemagne              | + 5 s                  |
| 4e                     | EF Education First     | États-Unis             | + 7 s                  |
| 5e                     | Bora-hansgrohe         | Allemagne              | + 13 s                 |
| 6e                     | CCC Team               | Pologne                | + 15 s                 |
| 7e                     | Movistar Team          | Espagne                | + 16 s                 |
| 8e                     | Groupama-FDJ           | France                 | + 16 s                 |
| 9e                     | Mitchelton-Scott       | Australie              | + 18 s                 |
| 10e                    | Lotto Soudal           | Belgique               | + 19 s                 |

| Classement par équipes | Classement par équipes | Classement par équipes | Classement par équipes |
| Équipe                 | Équipe                 | Pays                   | Temps                  |
| ---------------------- | ---------------------- | ---------------------- | ---------------------- |
| 1re                    | Astana                 | Kazakhstan             | 14 min 51 s            |
| 2e                     | Deceuninck-Quick Step  | Belgique               | + 2 s                  |
| 3e                     | Team Sunweb            | Allemagne              | + 5 s                  |
| 4e                     | EF Education First     | États-Unis             | + 7 s                  |
| 5e                     | Bora-hansgrohe         | Allemagne              | + 13 s                 |
| 6e                     | CCC Team               | Pologne                | + 15 s                 |
| 7e                     | Movistar Team          | Espagne                | + 16 s                 |
| 8e                     | Groupama-FDJ           | France                 | + 16 s                 |
| 9e                     | Mitchelton-Scott       | Australie              | + 18 s                 |
| 10e                    | Lotto Soudal           | Belgique               | + 19 s                 |